# Gina Philips
Pour les articles homonymes, voir Philips (homonymie).
Gina Philips, née Gina Consolo le 10 mai 1970 à Miami Beach en Floride, est une actrice américaine

## Biographie
Titulaire d'un diplôme des métiers du spectacle et du marketing cinéma a l'université de Pennsylvanie, Gina Philips interprète d'abord de petits rôles dans des films et séries TV, notamment celui de Devin dans Sliders : Les Mondes Parallèles.
Le succès viendra en 2001, avec Jeepers Creepers, de Victor Salva, aux côtés de Justin Long ; rôle qu'elle réendosse en 2017 dans Jeepers Creepers 3.
Elle a joué également Sandy dans Ally Mc Beal. 

## Filmographie

### Cinéma
- 1993 : Le Profiler (When the Bough Breaks) : une adolescente
- 1994 : Rave Dancing to a Different Beat : Lorri
- 1995 : Un pas vers la liberté (Breaking Free) : Lindsay Kurtz
- 1998 : D'une vie à l'autre (Living out Loud) : Lisa Francato
- 1998 : Telling You (en) de Robert DeFranco : Kristen Barrett
- 2001 : Jeepers Creepers : Trish Jenner
- 2001 : Pris au piège (Nailed) : Mia Romano
- 2002 : The Anarchist Cookbook : Karla
- 2003 : Sam & Joe : Lisa
- 2003 : Something More : Orangina
- 2004 : Dead & breakfast : Melody
- 2004 : Jennifer's Shadow : Jennifer Cassi / Johanna
- 2006 : Thanks to Gravity : Jordan
- 2006 : Dark Memories (Ring Around the Rosie) : Karen Baldwin
- 2007 : The Sick House : Anna
- 2012 : Chained de Jennifer Lynch : Marie Fittler
- 2017 : Jeepers Creepers 3 : Trish Jenner

### Télévision
- 1992 : Quoi de neuf docteur ? (Growing Pains)  (série télévisée) : Gail
- 1993 : Star Trek : Deep Space Nine (série télévisée) : Varis
- 1993 : Petite Fleur (Blossom) (série télévisée) : Tracy
- 1993 : Les Dessous de Palm Beach (Silk Stalkings) (série télévisée) : Stacy
- 1995 : Drôle de chance (Strange Luck) (série télévisée) : Jensen
- 1995 : L'Invasion des abeilles tueuses (Deadly Invasion: The Killer Bee Nightmare) (téléfilm) : Tracy Ingram
- 1995 : Crosstown Traffic (téléfilm) : Jamie
- 1996 : Sliders (série télévisée) : Devin (Saison 3, épisode 6)
- 1996 : Liaison coupable (Her Costly Affair) (Téléfilm) : Tess Weston
- 1996 : Sans Pardon (Unforgivable) (Téléfilm) : Tammy
- 1996 : Dark Skies (série télévisée) : Marnie Lane
- 1997 : Les Charmes de la vengeance (Bella Mafia) (téléfilm) : Rosa Luciano
- 1997 : La Route du cauchemar (Born into Exile) (série télévisée) : Holly Nolan
- 1997 : L'Avocat du démon (The Advocate's Devil) (téléfilm) : Emma
- 1998 : Sept jours pour agir (Seven Days) (série télévisée) : Teddy Bear
- 1998 : Michael Hayes (série télévisée) : Jessica Hartman
- 1999 - 2000 : Ally McBeal (série télévisée) : Sandy Hingle (10 épisodes)
- 2001 : Boston Public (série télévisée) : Jenna Miller (5 épisodes)
- 2002 : Urgences (ER) (série télévisée) : Nurse Kathy (2 épisodes)
- 2002 : Les Experts (CSI) (série télévisée): Raina Krell
- 2004 : Hawaii (série télévisée) : Harper Woods (4 épisodes)
- 2007 : Monk (série télévisée) : Brandy Barber
- 2007 : Médium (série télévisée) : Colleen Fitzpatrick
- 2007 : Mon bébé a disparu (My Baby Is Missing) (téléfilm) : Jenna Davis